# John Cady
John Deere Cady (26. januar 1866 i New York - 12. november 1933 i Chicago) var en amerikansk golfspiller som deltog i OL 1904 i St. Louis.
Cady vandt en sølvmedalje i golf under OL 1904 i St. Louis. Han var med på det amerikanske hold Trans Mississippi Golf Association som kom på en andenplads i holdkonkurrencen i golf bag et andet amerikansk hold. 